# Praça do Comércio
Die Praça do Comércio [ˈpɾasɐ du kuˈmɛɾsiu] (deutsch Platz des Handels) gehört neben dem Rossio und der Praça da Figueira zu den drei wichtigsten Plätzen innerhalb der Baixa Pombalina, des aufgrund des Erdbebens von 1755 neu gebauten innerstädtischen Bereichs der portugiesischen Hauptstadt Lissabon. Nahe am Hauptstadtfluss Tejo gelegen, ist der Platz noch immer unter seinem alten Namen, Terreiro do Paço, [tɨ'ʁeiɾu du 'pasu], zu Deutsch etwa Palastgelände, bekannt, da sich bis zum verheerenden Erdbeben von 1755 das Paço da Ribeira, das königliche Uferschloss, dort befand. Nach dem Erdbeben erhielt das Gelände eine völlig neue Form im Rahmen der durch Sebastião José de Carvalho e Melo, den Marquês de Pombal, veranlassten städtischen Umgestaltung. Am südöstlichen Ende des Platzes befindet sich der Tejo-Fährenterminal Terreiro do Paço (offiziell Estação do Sul e Sueste) sowie der U-Bahnhof Terreiro do Paço.

## Geschichte
Die städtische Entwicklung am Ufer des Tejo erhielt durch den Beschluss des portugiesischen Königs Manuel I. einen neuen Palast am Ufer zu bauen, den Paço da Ribeira, einen erheblichen Impuls. Dieser 1511 fertiggestellte Palast, der über 200 Jahre als Residenz der portugiesischen Könige diente, war umrahmt vom großen Lissabonner Hafen, Reedereien, Werften, der Casa da Índia und anderen Verwaltungsgebäuden, welche die Beziehung zwischen Portugal und seinen zahlreichen Kolonien in Afrika, Amerika und Asien regelten.
Am 1. November 1755 erschütterte ein verheerendes Erdbeben die portugiesische Hauptstadt. Die Auswirkungen waren auch in Nordafrika und bis nach Finnland zu spüren. In Lissabon forderte das Beben eine hohe Opferzahl, der königliche Palast und ein Großteil der Lissabonner Unterstadt wurden durch den darauf folgenden Tsunami und ein gewaltiges Feuer zerstört. Der Marquês de Pombal, der Premierminister unter der Regentschaft Josés I., beschloss daraufhin ein großes, städtisches Wiederaufbau- und Umbauprogramm.

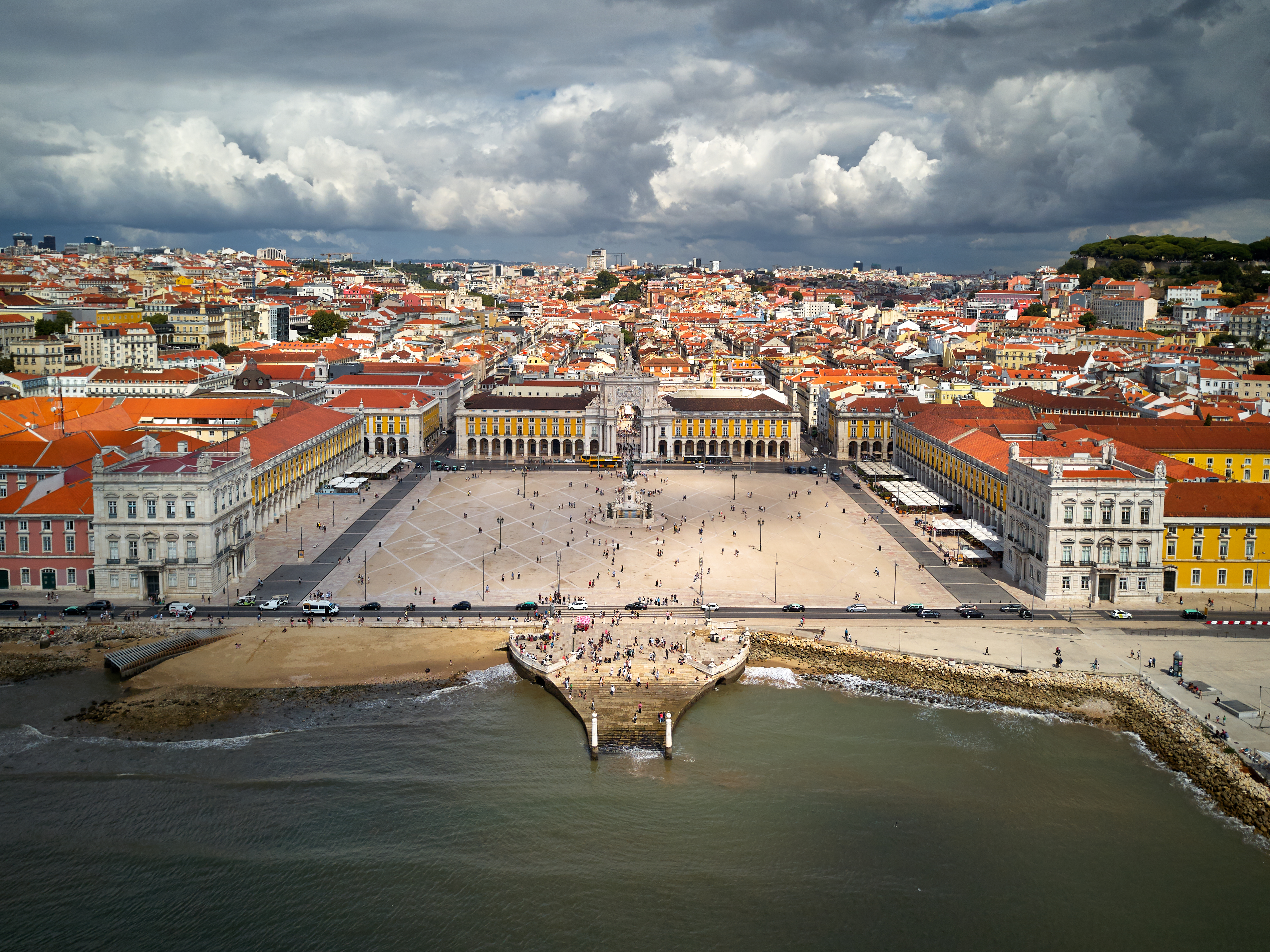
Luftaufnahme der Praça do Comércio vom Tejo aus, dahinter die Baixa Pombalina

Die Praça do Comércio erhielt nun eine neue, rechteckige Form. Der vormals dort stehende Uferpalast wurde jedoch nicht wieder aufgebaut. Die Praça do Comércio bildete nun den Eingang zur Baixa Pombalina, der neu erbauten Innenstadt zwischen Tejo, Rua Augusta und Praça da Figueira beziehungsweise Rossio.
Die Gebäude um den 170 mal 170 Meter großen Platz entwarf der portugiesische Architekt Eugénio dos Santos in der Form eines rechteckigen U, das sich zum Tejo hin öffnet. Die von Arkaden gesäumten, viergeschossigen Gebäude besitzen zwei Flügel, die in zwei großen Türmen enden. Damit zitierte Santos den nicht mehr vorhandenen Uferpalast, um diesen weiterhin in der städtischen Architektur zu belassen. Seine Entwürfe wurden nahezu komplett verwirklicht, lediglich einige dekorative Elemente wurden geändert und der östliche Turm und die Torbögen zur Rua Augusta erst 1875 vollendet.

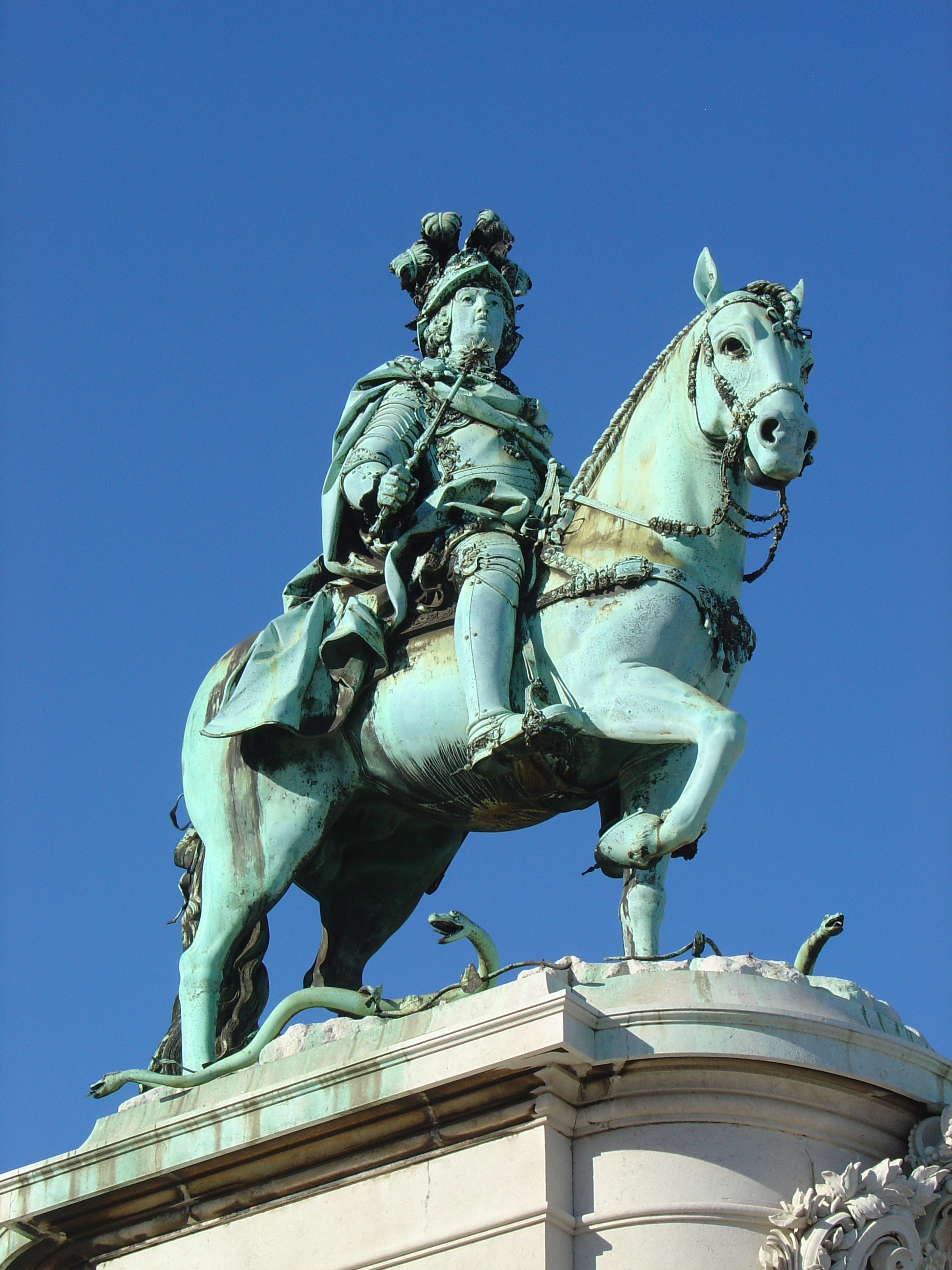
Die Reiterstatue von José I., entworfen von Joaquim Machado de Castro

Der Platz erhielt mit seiner Umgestaltung auch einen neuen Namen, Praça do Comércio, zu Deutsch Handelsplatz, um so auch die neue Funktion des Platzes zu verdeutlichen. Die Gebäude um die Praça do Comércio nahmen zahlreiche Büros für die Zoll- und Hafenverwaltung auf, ein Zeichen der wirtschaftlichen Stärke Lissabons. Hauptbestandteil des gesamten Ensembles bildete die Reiterstatue Josés I., die 1775 durch den Künstler Joaquim Machado de Castro entworfen wurde.
Die Rua Augusta, Bindeglied zwischen dem Rossio und der Praça do Comércio, eröffnete Santos durch einen überdimensionalen Triumphbogen, der allgemein als Arco da Rua Augusta bezeichnet wird. Dieser durch Veríssimo da Costa gestaltete Torbogen besitzt eine große Uhr sowie mehrere Allegorien der Bürgertugenden Ehre, Scharfsinn und Mut sowie Statuen des keltiberischen Führers Viriathus, des Nationalhelden Nuno Álvares Pereira, des portugiesischen Entdeckers Vasco da Gama und des Marquês de Pombal.

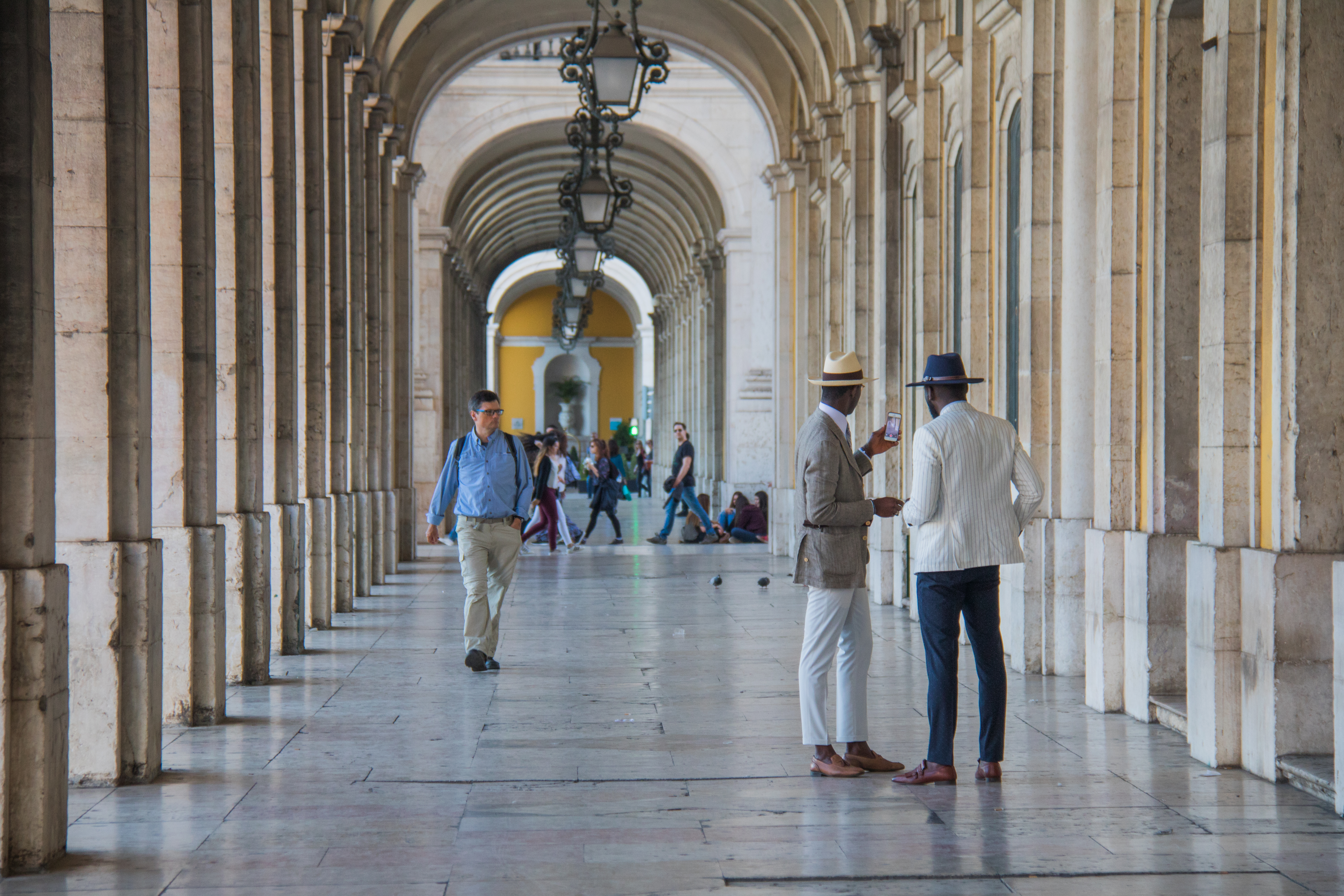
In den Passagen der Praça do Comércio

Am 1. Februar 1908 war die Praça do Comércio Schauplatz des Mordes an Carlos von Portugal, dem vorletzten Monarchen, durch die Republikaner. Carlos passierte in einer Kutsche den Platz, in der der König und der Thronfolger, sein Sohn Luís Filipe, reisten. Nachdem zwei Männer der späteren Republikanischen Partei, Alfredo Luís da Costa und Manuel Buiça, Schüsse abgaben, verstarb der König sofort an den Folgen des Attentats, sein Sohn erlag 20 Minuten später seinen Verletzungen. Der jüngere Sohn des Königs, Emanuel II. bestieg als letzter Monarch den portugiesischen Thron.
Während der Nelkenrevolution 1974 nutzte das Movimento das Forças Armadas den Platz unter anderem als wichtigen Treffpunkt und Aufmarschplatz beim Umsturz der Diktatur von Marcelo Caetano. Bis in die neunziger Jahre diente die Praça do Comércio als Autoparkplatz, Heute herrscht dort ein rigides Parkverbot, sodass der Platz sich zu einer beliebten Veranstaltungsfläche wandelte.

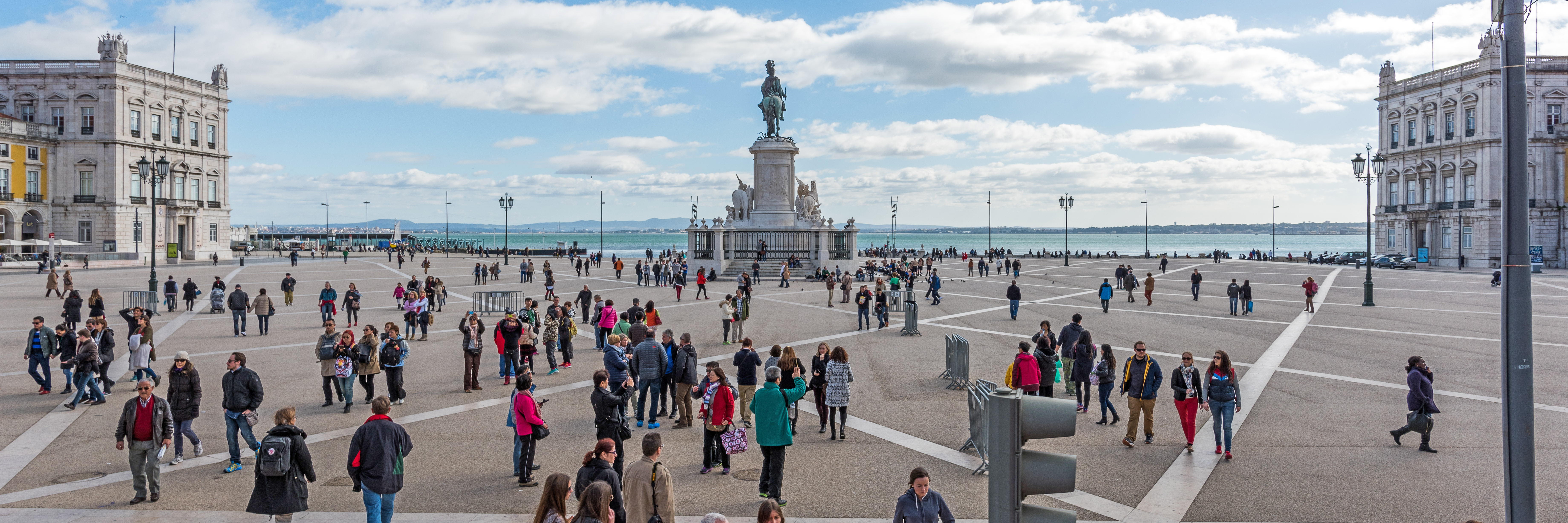
Blick über die Praça in Richtung Tejo
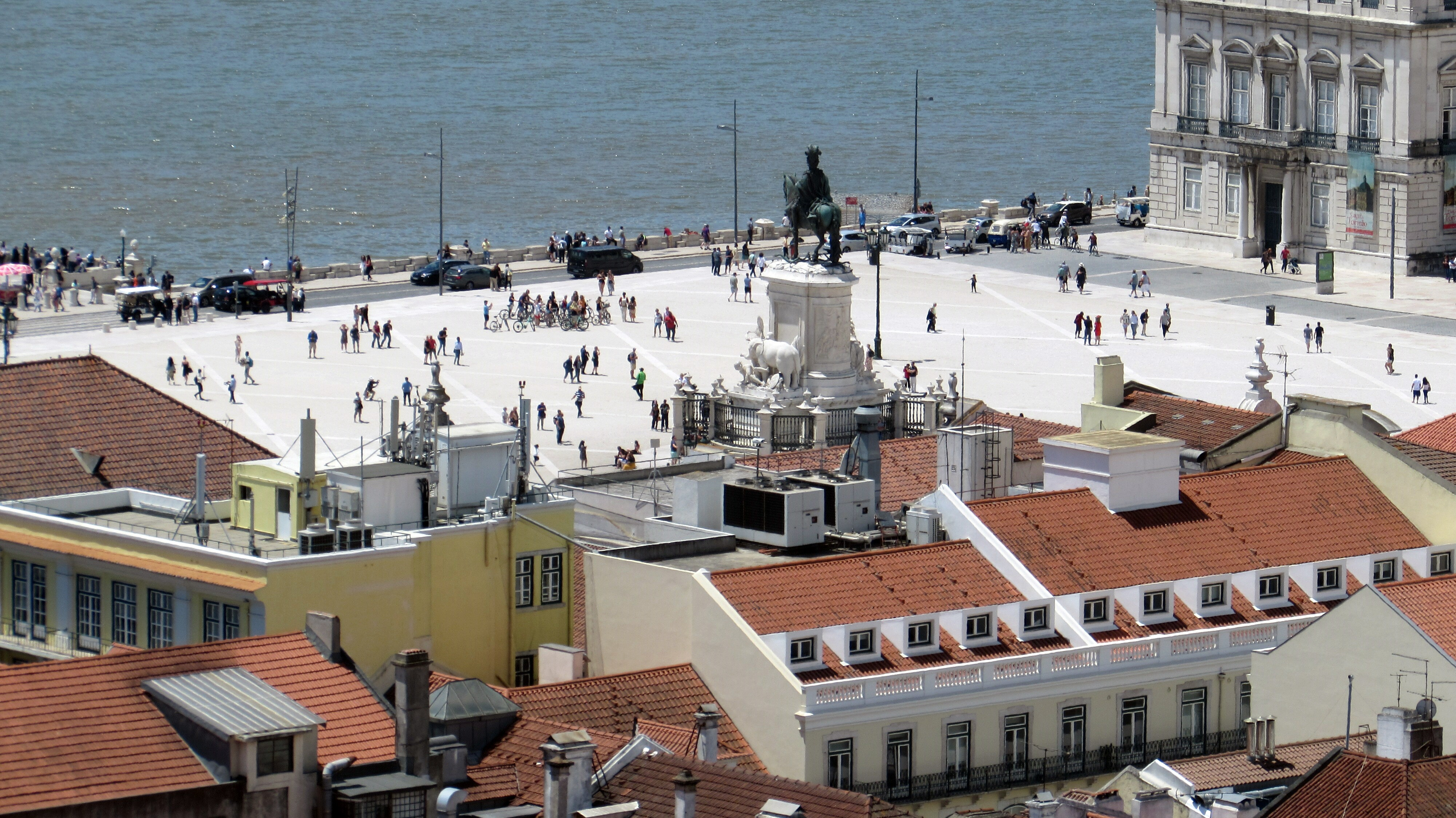
Blick auf den Platz vom Castelo de São Jorge